# Florenz Ames
Pour les articles homonymes, voir Ames (homonymie).
Florenz Ames est un acteur américain né le 6 janvier 1883 et mort le 11 février 1958.

## Biographie
Florenz Ames commence très tardivement sa carrière d'acteur. Avec le soutien de son frère ainé Winthrop Ames, le plus important producteur de théâtre et de music-hall de New York de l'époque, il débute sa vie d'artiste comme chanteur et danseur dans le vaudeville, effectuant souvent de petites scènes avec sa femme Alice « Adelaide » Winthrop. Sous le nom de Ames et Winthrop, ils apparaissent dans une revue appelée Alice in Blunderland avec Winthrop dans le rôle-titre et Ames jouant les autres rôles. Il s'installe sur la scène de Broadway et apparaît dans un certain nombre de spectacles et comédies musicales d'avant la Première Guerre mondiale jusqu'à la guerre de Corée, y compris les productions originales de Of Thee I Sing et Oklahoma! ainsi qu'un certain nombre d'opéras de Gilbert et Sullivan.
De 1950 à 1956, il interprète le rôle de l'inspecteur Richard Queen dans la 1re version télévisée des enquêtes policières du célèbre Ellery Queen, partageant le rôle-titre avec Lee Bowman. Dès lors, sa carrière à l'écran est fulgurante, enchaînant de 1950 à 1958 de nombreux rôles tant au cinéma qu'à la télévision. On le voit alors aux côtés des plus grands noms du cinéma hollywoodien des années 1950 : Grace Kelly, Robert Mitchum, Barry Sullivan, Marlon Brando, Anthony Quinn, Glenn Ford, Greer Garson, Doris Day...

## Comédies musicales jouées à Broadway[2]
- 1917 : Hitchy-Koo, 220 représentations.
- 1920 : Frivolities, 61 représentations.
- 1923 : Lady Butterfly : Alfred Hopper, 128 représentations.
- 1923 : Nifties, 43 représentations.
- 1924-1925 : Madame Pompadour (en), 80 représentations.
- 1925 : Sky High, 217 représentations.
- 1926 : The Great Temptations, 223 représentations.
- 1928-1929 : Angela, 40 représentations.
- 1929 : The Silver Swan, 21 représentations.
- 1930 : The count of Luxembourg, 16 représentations.
- 1930 : Who cares?, 32 représentations.
- 1931 : The singing Rabbi, 3 représentations.
- 1931 à 1933 : Of Thee I Sing, 441 représentations.
- 1933 : A Church Mouse, 9 représentations.
- 1933-1934 : Let'Em Eat Cake, 90 représentations.
- 1935-1952 : First Lady, 246 représentations.
- 1937-1938 : I'd Rather Be Right, 290 représentations.
- 1940 : The Return of the Vagabond, 7 représentations.
- 1941 : Snookie, 15 représentations.
- 1941 : Mr. Big, 7 représentations.
- 1942 : The Pirates of Penzance, 11 représentations.
- 1943 à 1948 : Oklahoma!, 2212 représentations.
- 1950 : Arms and the Girl, 134 représentations.

## Filmographie

### Cinéma
- 1930 : Let's Merge.
- 1939 : A Swing Opera: l'entraineur.
- 1952 : Viva Zapata! : Señor Espejo.
- 1954 : Dans les bas-fonds de Chicago : Leonard Ustick .
- 1955 : Texas Lady.
- 1955 : L'Homme au fusil : Doc Hughes.
- 1955 : Le rendez-vous de 4 heures : Wilson.
- 1956 : Si j'épousais ma femme : Sénateur Winston.
- 1956 : La première balle tue : Joe Fenwick.
- 1956 : Rira bien : George Eagle.
- 1956 : The Girl He Left Behind: Mr. Hillaby.
- 1956 : Le Roi et Quatre Reines : Josiah Sweet.
- 1957 : The Big Caper : Paulmeyer.
- 1957 : La chose surgit des ténèbres : Professeur Anton Gunther.
- 1958 : Le Chouchou du professeur : J.R. Ballantyne.

### Télévision
- 1950-1956 : Les Aventures d'Ellery Queen : Inspecteur Richard Queen.
- 1953 : Robert Montgomery Presents.
- 1953 : Johnny Jupiter : Gregory Latham.
- 1953-1954 : Kraft Television Theatre.
- 1954-1955 : Studio one : Dave Sears.
- 1954-1956 : Cavalcade of America.
- 1954-1957 : Lux Video Theatre.
- 1955 : The Star and the Story (en)
- 1955 : Le Choix de... : J.B. Vandemeer.
- 1955 : Four Star Playhouse : Mr. Scratch.
- 1955 : The Philco Television Playhouse.
- 1956 : Le choix du peuple : Juge Cagle.
- 1956 : The Hardy Boys (série télévisée, 1956) : Mr. Applegate.
- 1956 : La Flèche brisée : Empereur Norton.
- 1956-1957 : Telephone Time : Barber.
- 1957 : Gunsmoke : John Peavy.
- 1957 : Hey, Jeannie! : Hesby.
- 1957 : Crossroads : Mr Kramer.
- 1957 : Climax! : épisode The Gold Dress.
- 1957 : Blondie (en) : J.C. Dithers.
- 1957 : Father Knows Best : Magistrate.
- 1957 : Dr. Hudson's Secret Journal (en) : Dr. Follansbee.
- 1958 : Colgate Theatre, épisode Welcome to Washington.